# Бугарбе
Бугарбе (фр. Bougarber) насеље је и општина у југозападној Француској у региону Аквитанија, у департману Атлантски Пиринеји која припада префектури По.
По подацима из 2011. године у општини је живело 753 становника, а густина насељености је износила 73,18 становника/km². Општина се простире на површини од 10 km². Налази се на средњој надморској висини од 165 метара (максималној 269 m, а минималној 154 m).

## Демографија
| 1962. | 1968. | 1975. | 1982. | 1990. | 1999. | 2011. |
| ----- | ----- | ----- | ----- | ----- | ----- | ----- |
| 372   | 376   | 403   | 469   | 600   | 650   | 753   |

График промене броја становника у току последњих година